# Phare de Lundy (Sud)
Le phare sud de Lundy est un phare situé au sud de l'île Lundy dans le canal de Bristol du comté de Devon en Angleterre. Il est couplé au phare nord de Lundy et remplacent le vieux phare de Lundy.
Ce phare est géré par la Trinity House Lighthouse Service de Londres, l'organisation de l'aide maritime des côtes de l'Angleterre.
Il est maintenant protégé en tant que monument classé du Royaume-Uni de Grade II depuis octobre 1991.

## Histoire
Les fondations d'un premier phare sur l'île Lundy sont posées en 1787, mais le premier phare (maintenant connu sous le nom de Old Light) n'a été construit que lorsque Trinity House a obtenu un bail de 999 ans en 1819. En raison de plaintes consécutives à la difficulté d'apercevoir la lumière dans le brouillard, le phare est abandonné lorsque deux nouveaux phares sont construits aux extrémités de l'île et mis en service en 1897.
Les deux stations de signalisation sont peints en blanc et sont gérées et entretenues par Trinity House.
Le phare du sud, moins haut que celui du nord, a une longueur focale de 53 m et émet un flash blanc rapide toutes les cinq secondes. De loin enmer, il peut être considéré comme un petit point blanc sur Hartland Point (en), plus au sud-est. Il a été automatisé et converti à l'énergie solaire en 1994. L'ancienne lentille de Fresnel est maintenant utilisée, depuis 2001, au phare de Dungeness dans le Kent.
Identifiant : ARLHS : ENG-075 - Amirauté : A5618 - NGA : 6248 .
|                                  |
| Intérieur du phare nsud de Lundy |

|                        |
| La jetée sous le phare |

### Lien connexe
- Liste des phares en Angleterre